# Dysk Poincarégo
Dysk Poincarégo jest modelem geometrii hiperbolicznej, który przedstawia całą przestrzeń hiperboliczną wewnątrz jednostkowego koła na płaszczyźnie euklidesowej. Model ten został wprowadzony przez francuskiego matematyka Henri Poincarégo pod koniec XIX wieku.

## Właściwości
- Konforemność: Dysk Poincarégo zachowuje kąty, co oznacza, że kąty między prostymi w modelu odpowiadają kątom między odpowiednimi krzywymi w geometrii hiperbolicznej.
- Proste: W tym modelu proste są reprezentowane przez łuki okręgów stycznych do brzegu dysku lub przez średnice dysku.
- Odległość: Metryka Poincarégo definiuje odległość między punktami w dysku, co różni się od odległości euklidesowej. Wzór na odległość w modelu Poincarégo dla punktów z i w w dysku jest dany przez:

{\displaystyle d(z,w)=\cosh ^{-1}\left(1+{\frac {2|z-w|^{2}}{(1-|z|^{2})(1-|w|^{2})}}\right)}

## Zastosowania
Model dysku Poincarégo jest używany w różnych dziedzinach matematyki, takich jak teoria grup, teoria fraktali, a także w fizyce teoretycznej, zwłaszcza w kontekście teorii względności i modelowania przestrzeni hiperbolicznych.

## Historia
Henri Poincaré, jeden z czołowych matematyków XIX wieku, wprowadził ten model jako część swoich badań nad geometrią nieliniową i teorią funkcji analitycznych. Model ten stał się jednym z najważniejszych narzędzi w geometrii hiperbolicznej.

## Źródła
- Alan F. Beardon: The Geometry of Discrete Groups. Springer-Verlag, 1983. Brak numerów stron w książce
- James Ratcliffe: Foundations of Hyperbolic Manifolds. Springer, 2006. Brak numerów stron w książce
- Henri Poincaré. Sur les lignes géodésiques des surfaces à courbure constante négative. „Acta Mathematica”. vol. 4, s. 129–193, 1882.